# System Englera
System Englera – system taksonomii roślin opracowany na przełomie XIX i XX w. przez niemieckiego botanika Adolfa Englera. Publikowany był w kolejnych wydaniach pracy Syllabus der Pflanzenfamilien. Zgodnie z ówczesnymi poglądami na podział świata żywego, do roślin włączano również organizmy obecnie należące do innych królestw, np. bakterie i grzyby. U podstaw systemu Englera leżały wcześniejsze systemy, np. system, stworzony przez Alexandra Brauna. Mniej więcej równolegle zaś swój system tworzył Richard Wettstein. W przeciwieństwie do Wettsteina, Engler uważał, że filogeneza jest jeszcze zbyt słabo poznana, by być podstawą taksonomii, która w związku z tym musi opierać się głównie na cechach morfologicznych. Ostatecznie oba te systemy, wraz z modyfikacjami, stały się na kilkadziesiąt lat podstawą systematyki przedstawianej w krajach niemieckojęzycznych, a po przetłumaczeniu również w Polsce, w podręczniku akademickim do botaniki redagowanym przez Eduarda Strasburgera. System Englera był kształtowany przez kilkadziesiąt lat, w ciągu których ulegał modyfikacjom. We wcześniejszych wydaniach wydzielone były 4 gromady: Myxothallophyta (śluzowce), Euthallophyta (plechowce), Embryophyta zoidiogama i Embryophyta siphonogama. Niżej przedstawiona lista pochodzi z pracy z 1903 r., gdzie plechowce (bakterie, glony i grzyby) rozbite zostały na kilka gromad, z kolei w następnych wersjach rozdzielono, podnosząc rangę, okrzemki i sprzężnice, trawy i turzycowate itp.
Oryginalne nazwy przedstawione zostały zgodnie z konwencją nomenklatoryczną po łacinie, z ewentualnymi niemieckimi odpowiednikami. Ze względu na zmiany w systematyce, niejednokrotnie znaczne, polskie nazwy mogą określać taksony, których zakres obiega od oryginału przedstawionego przez Englera.
Obecnie uważa się, że system Englera nie odzwierciedla poprawnie stosunków filogenetycznych, natomiast ze względu na to, iż był on przez wiele lat w powszechnym użyciu, według tego systemu są często ułożone zielniki czy też wyznacza on kolejność rodzin we florach (np. jeszcze w rozpoczętej pod koniec XX wieku Flora Nordica).
- gromada Phytosarcodina, Myxothallophyta, Myxomycetes – śluzowce
  -     - klasa Acrasiales – akrazjowce
    - klasa Plasmodiophorales – plazmodiofory
    - klasa Myxogasteres
      - rząd Ectosporeae (np. rodzina Ceratiomyxaceae)
      - rząd Endosporeae (np. rodzaje Fuligo, Physarum)
- gromada Schizophyta – rozprątki (bakterie)
  -     - klasa Schizomycetes (Bacteria)
      - rząd Eubacteria
      - rząd Thiobacteria (bakterie siarkowe, np. Beggiatoa, Thiothrix)

    - klasa Schizophyceae – sinice
- gromada Flagellatae – wiciowce
  -     -       - rząd Pantostomatinales (np. Multicilia)
      - rząd Distomatinales (np. Megastoma entericum)
      - rząd Protomastigales (np. Bicoeca)
      - rząd Chrysomonadales – złotowiciowce
      - rząd Cryptomonadales – kryptomonady
      - rząd Chloromonadales (np. Raphidomonas)
      - rząd Euglenales – eugleniny
- gromada Dinoflagellatae – bruzdnice
- gromada Silicoflagellatae (grupa bruzdnic)
  -     -       - rząd Siphonotestales
      - rząd Stereotestales
- gromada Zygophyceae
  -     - klasa Bacillariales – okrzemki
    - klasa Conjugatae – sprzężnice
- gromada Chlorophyceae – zielenice
  -     - klasa Protococcales – chlorokokowce, pierwotkowce (w tym również toczkowce)
    - klasa Confervales (np. Ulvaceae, Chaetophoraceae, Ulotrichaceae, Coleochaetaceae, Cladophoraceae)
    - klasa Siphoneae (np. Acetabularia, różnowiciowce)
- gromada Charales – ramienice
- gromada Phaeophyceae – brunatnice
  -     -       - rząd Phaeosporeae (np. listownicowce)
      - rząd Cyclosporeae (np. morszczynowce)
- gromada Dictyotales (grupa brunatnic)
- gromada Rhodophyceae – krasnorosty
  -     - klasa Bangiales (np. Bangia, Porphyra)
    - klasa Florideae
      - rząd Nemalionales (np. Batrachospermum)
      - rząd Gigartinales (np. chrząstnica kędzierzawa)
      - rząd Rhodymeniales (np. Gracilaria)
      - rząd Cryptonemiales (np. Corallina)
- gromada Eumycetes (Fungi) – grzyby
  -     - klasa Phycomycetes – glonowce
      - rząd Zygomycetes – sprzężniaki
      - rząd Oomycetes – lęgniowce

    - klasa Hemiascomycetes
      - rząd Hemiascales (np. Saccharomyces cerevisiae)

    - klasa Euascomycetes – workowce właściwe
      - rząd Euascales

    - klasa (specjalna) Fungi imperfecti – grzyby niedoskonałe
      - rząd Sphaeropsidales
      - rząd Melanconiales
      - rząd Hyphomycetes

    - klasa (specjalna) Lichenes – porosty
      - rząd Ascolichenes – porosty workowe (np. chrobotek)
      - rząd Basidiolichenes – porosty podstawkowe
        - podrząd Hymenolichenes

    - klasa Laboulbeniomycetes – owadorosty
      -         - rząd Laboulbeniales

    - klasa Basidiomycetes – podstawczaki
      - podklasa Hemibasidii
        - rząd Hemibasidiales
        - podrząd Ustilagineae (głownie)
        - podrząd Tilletiineae (śniecie)

      - podklasa Eubasidii
        - rząd Protobasidiomycetes
        - podrząd Auriculariineae (uszakowce)
        - podrząd Tremellineae (trzęsakowce)
        - rząd Autobasidiomycetes
        - podrząd Dacryomycetineae (łzawnikowce)
        - podrząd Tulasnellineae (np. śluzowoszczka)
        - podrząd Exobasidiineae (zewnętrzniaki podstawkowe)
        - podrząd Hymenomycetineae (np. żagiew, muchomor, borowik, pieczarka)
        - podrząd Phallineae (np. sromotnik, purchawka, gniazdnica, tęgoskór)
- gromada Embryophyta asiphonogama (Archegoniatae)
  - podgromada Bryophyta (Muscineae) – mszaki
    - klasa Hepaticae – wątrobowce
      -         - rząd Marchantiales – porostnicowce
        - rząd Anthocerotales – glewiki
        - rząd Jungermanniales – jungermaniowe

    - klasa Musci (Musci frondosi) – mchy
      - podklasa Sphagnales – torfowce
      - podklasa Andreaeales – naleźliny
      - podklasa Bryales – prątnikowce (i inne mchy)
        - rząd Acrocarpi (np. widłozębowate, płonnikowate)
        - rząd Pleurocarpi (np. rokietowate)

  - podgromada Pteridophyta – paprotniki
    - klasa Filicales – paprocie
      -         - rząd Filicales leptosporangiatae
          - podrząd Eufilicineae
          - podrząd Hydropteridineae – paprocie wodne (marsyliowate, salwiniowate)

        - rząd Marattiales – strzelichowe
        - rząd Ophioglossales (Tuberithallosae) – nasięźrzałowce

    - klasa Sphenophyllales – klinolisty
    - klasa Equisetales – skrzypy
      -         - rząd Euequisetales
        - rząd Calamariales – kalamity

    - klasa Lycopodiales – widłaki
      -         - rząd Lycopodiales eligulatae
          - podrząd Lycopodiineae
          - podrząd Psilotineae – psylotowe

        - rząd Lycopodiales ligulatae
          - podrząd Selaginellineae – widliczkowce
          - podrząd Lepidophytineae – lepidofity
          - podrząd Isoëtineae – porybliny

    - (bez rangi) Cycadofilices – paprocie nasienne
- gromada Embryophyta siphonogama
  - podgromada Gymnospermae – nagonasienne
    - klasa Cycadales – sagowce
    - klasa Bennettitales – benetyty
    - klasa Cordaitales – kordaity
    - klasa Ginkgoales – miłorzębowe
    - klasa Coniferae – iglaste
    - klasa Gnetales – gniotowe

  - podgromada Angiospermae – okrytonasienne
    - klasa Monocotyledoneae – jednoliścienne
      -         - rząd Pandanales – pandanowce
        - rząd Helobiae (Fluviales) – bagienne (np. rdestnicowate, zosterowate, żabiściekowate)
        - rząd Triuridales (np. Triuris)
        - rząd Glumiflorae (trawy i turzycowate)
        - rząd Principes – palmy
        - rząd Synanthae – okolnicowce
        - rząd Spathiflorae – obrazkowce
        - rząd Farinosae (np. rześciowate, bromeliowate, komelinowate)
        - rząd Liliiflorae – (np. liliowate, sitowate, złotogłowowate, czosnkowate, myszopłochowate, kolcoroślowate)
        - rząd Scitamineae (Arillatae) – imbirowce
        - rząd Microspermae (np. storczykowate)

    - klasa Dicotyledoneae – dwuliścienne
      - podklasa Archichlamydeae (Choripetalae + Apetalae) – wolnopłatkowe
        - rząd Verticillatae – rzewniowce
        - rząd Piperales – pieprzowce
        - rząd Salicales – wierzbowce
        - rząd Myricales – woskownicowce
        - rząd Balanopsidales
        - rząd Leitneriales
        - rząd Juglandales – orzechowce
        - rząd Fagales – bukowce
        - rząd Urticales – pokrzywowce
        - rząd Proteales – srebrnikowce
        - rząd Santalales – sandałowce
        - rząd Aristolochiales – kokornakowce
        - rząd Polygonales – rdestowce
        - rząd Centrospermae – goździkowce
        - rząd Ranales (np. grzybieniowate, rogatkowate, jaskrowate, berberysowate, magnoliowate, wawrzynowate)
        - rząd Rhoeadales (np. makowate, krzyżowe, rezedowate)
        - rząd Sarraceniales – kapturnicowce
        - rząd Rosales – różowce (np. różowate, bobowce, skalnicowce)
        - rząd Geraniales – bodziszkowce (np. bodziszkowate, szczawikowate, lnowate, rutowate, krzyżownicowate, wilczomleczowate)
        - rząd Sapindales (Celastrales) – mydleńcowce, dławiszowce (też np. bukszpanowate, nanerczowate)
        - rząd Rhamnales – szakłakowce
        - rząd Malvales – ślazowce
        - rząd Parietales – herbatowce (też fiołkowce, begoniowce)
        - rząd Opuntiales – kaktusowate
        - rząd Myrtiflorae – mirtowce
        - rząd Umbelliflorae – baldaszkowce

      - podklasa Metachlamydeae, Sympetalae – zrosłopłatkowe
        - rząd Ericales – wrzosowce (np. wrzosowate, gruszyczkowate)
        - rząd Primulales – pierwiosnkowce
        - rząd Ebenales – hebanowce (styrakowce)
        - rząd Contortae (np. oliwkowate, goryczkowce)
        - rząd Tubiflorae (np. powojowate, ogórecznikowate, werbenowate, wargowe, psiankowate, trędownikowate, pływaczowate)
        - rząd Plantaginales – babkowce
        - rząd Rubiales – marzanowce (też szczeciowce)
        - rząd Campanulatae – dzwonkowce (też np. dyniowate, złożone)